# Славчо Хорозов
Славчо Димитров Хорозов е бивш български футболист, защитник.

## Кариера
Играл е за Ботев (Пловдив) (1975 – 1988, 1989 – 1991) и Омония Арадипу (Кипър) (1988/89). С отбора на „Ботев“ (юноши старша възраст) е шампион на страната за 1974 г. – първата титла за клуба в тази възрастова група. Има 342 мача и 9 гола в А група. Носител на Купата на Съветската армия през 1981, вицешампион през 1986, бронзов медалист през 1981, 1983, 1985, 1987 и 1988, финалист за Купата на НРБ през 1984 и 1991 и финалист за КСА през 1990 г. С екипа на „Ботев" участва в около 90 официални и приятелски международни срещи – 3 гола, около 160 контролни срещи – с 11 гола и в 80 срещи (5 гола) за КСА и Купата на НРБ. Има 3 мача за А националния отбор, 1 мач за олимпийския отбор, 17 мача с 1 гол за младежкия тим и 3 мача за юношеския национален отбор. „Майстор на спорта“ от 1981 г. За „Ботев“ има 16 мача в евротурнирите (2 за КЕШ, 6 за КНК и 8 за купата на УЕФА). Славчо Хорозов е истински стожер в защитата на „канарчетата“. Силен физически, хладнокръвен, той често надделява в двубоите най-често с централните нападатели на представителните отбори. В играта е изключително коректен и през цялата си футболна кариера никога не е отстраняван от терена за неспортсменска проява! Пословично скромен и отзивчив, той винаги е бил пример за по-младите състезатели в отбора като футболист-спортсмен. Бивш изпълнителен директор на „канарчетата“ и треньор на Янтра и Ботев (Пд).